# شکرآباد (شلیل)
شُکر آباد، مرکز دهستان شلیل از توابع بخش میانکوه شهرستان اردل در استان چهارمحال و بختیاری است.
دهستان شلیل متشکل از سه روستای شلیل علیاء، عزت آباد و شکر آباد می‌باشد.

## جمعیت
شکر آباد در دهستان شلیل قرار دارد و براساس سرشماری مرکز آمار ایران در سال ۱۳۸۵، جمعیت آن ۸۰۳ نفر (۱۴۵خانوار) بوده‌است.
در حالی که روستای شکرآباد به عنوان مرکز دهستان مطرح می‌باشد ، روستاهایی چون شهرک محمدیه، بهلول آباد، شهرک تلخاب، دورک قنبری، چنده، گوزلک و لندی اطراف این دهستان هستند.